# Taborstraße metróállomás
Taborstraße egy metróállomás Bécsben a bécsi metró U2-es vonalán.

## Szomszédos állomások
A metróállomáshoz az alábbi állomások vannak a legközelebb:
- Schottenring
- Praterstern

## Átszállási kapcsolatok
| U2 (Schottentor ↔ Seestadt) |                        |                         |
| Állomás                     | Átszállási kapcsolatok | Fontosabb létesítmények |
| Taborstraße                 | 2 5B                   |                         |